# Michael Rogers (wielrenner)
Michael Rogers (Barham, 20 december 1979) is een Australisch voormalig wielrenner die in 2016 zijn carrière afsloot bij Tinkoff. Rogers heeft een Nederlandse moeder, maar is opgegroeid in Australië.

## Biografie
Rogers werd prof in 2001 bij Mapei. Al in zijn eerste jaar bewees hij een buitengewoon goed tijdrijder te zijn en werd hij onder meer tweede in de Grote Prijs Eddy Merckx, samen met ploeggenoot Fabian Cancellara. Ook in 2002 behaalde hij diverse ereplaatsen in tijdritten en won bovendien de Tour Down Under in eigen land, waar hij ook op miraculeuze wijze een etappe in lijn won. Hij had materiaalpech in woestijnrijk gebied en de ploegauto was niet in de buurt. Rogers kon zijn weg verder zetten op een Colnago (hetzelfde fietsmerk waar Mapei toen op reed), dewelke een zeldzame supporter langs het parcours hem aanreikte (waarbij Rogers dus eigenlijk de kansen tegen zich had gekregen). Het voorjaar van 2003 brak Rogers definitief door toen hij binnen iets meer dan een maand de Ronde van België, de Route du Sud en de Ronde van Duitsland wist te winnen. Zijn debuut in de Ronde van Frankrijk viel enigszins tegen. Hij sloot zijn seizoen af met een tweede plaats op het wereldkampioenschap tijdrijden. Lance Armstrong noemde Rogers dan ook als een van zijn mogelijke opvolgers. Rogers werd door zijn goede prestaties verkozen tot Australisch wielrenner van 2003.
In 2004 stokte Rogers' opmars een beetje, hij behaalde vooral enkele ereplaatsen in tijdritten, maar tijdens het wereldkampioenschap pakte hij wel de gouden medaille. En niet alleen dat: omdat de winnaar van het jaar daarvoor David Millar had bekend doping te hebben gebruikt, kreeg Rogers in diezelfde week ook de gouden medaille van het jaar ervoor uitgereikt. In 2005 won Rogers voor de derde keer op rij de wereldtitel tijdrijden in Madrid, een record. Rogers reed in 2006 een sterke Ronde van Frankrijk, waarin hij negende werd in het eindklassement. Daarnaast wist hij eindelijk weer eens een wedstrijd te winnen: een etappe in de Regio Tour. Het wereldkampioenschap tijdrijden liep uit op een grote teleurstelling en Rogers wist zijn titel niet te prolongeren. Voor de Ronde van Frankrijk van 2007 werd Rogers opnieuw een top-10 plaats toegedicht. De kopman van T-Mobile kwam echter tijdens de achtste etappe ten val in een afdaling. Rogers klom weer op de fiets maar moest enige tijd later, zwaar geëmotioneerd, opgeven.
In 2008 zou Rogers opnieuw een gooi naar het podium van de Tour doen, maar door de ziekte van Pfeiffer werden zijn deelnames aan Tour en Giro 2008 onmogelijk gemaakt.
In 2011 ruilde hij Team HTC-Columbia in voor Team Sky. Hier vertrok hij weer na twee seizoenen waarna hij voor Team Saxo-Tinkoff ging rijden.
In 2012 raakte Tyler Hamilton, de olympisch kampioen tijdrijden van 2004, zijn olympische titel kwijt. Rogers, die als vierde was geëindigd, schoof hierdoor een plekje op in het klassement en krijgt alsnog een bronzen medaille.

## Doping
Na het winnen van de Japan Cup eind 2013 testte Rogers positief op clenbuterol. Hij ontkende opzettelijk gebruik en stelde dat deze positieve test het gevolg was van het eten van vervuild vlees. Rogers werd voorlopig geschorst, maar de UCI sprak hem in april 2014 vrij. Hij maakte zijn rentree enkele dagen later tijdens Luik-Bastenaken-Luik. Zijn tweede wedstrijd was de Ronde van Italië. Hier won hij twee etappes, waaronder de twintigste etappe met aankomst op de Monte Zoncolan.

## Afscheid
In april 2016 beëindigde Rogers zijn loopbaan als wielrenner nadat hartritmestoornissen bij hem waren geconstateerd.

## Palmares

### Overwinningen
1996
 Australisch kampioen tijdrijden, Junioren
2000
2e etappe Tour Down Under
2002
2e etappe Tour Down Under
Eindklassement Tour Down Under
Eindklassement Tour de Beauce
2003
Eindklassement Ronde van België
6e etappe Ronde van Duitsland
Eindklassement Ronde van Duitsland
3e etappe Route du Sud
Eindklassement Route du Sud
 Wereldkampioen tijdrijden, Elite
2004
 Wereldkampioen tijdrijden, Elite
2005
 Wereldkampioen tijdrijden, Elite
2006
3e etappe Regio Tour
2009
 Australisch kampioen tijdrijden, Elite
1e etappe Ronde van Italië (ploegentijdrit)
2010
Eindklassement Ruta del Sol
Eindklassement Ronde van Californië
2012
2e en 4e etappe Ronde van Beieren
Eindklassement Ronde van Beieren
2013
Japan Cup
2014
11e en 20e etappe Ronde van Italië
16e etappe Ronde van Frankrijk

### Resultaten in voornaamste wedstrijden
| Jaar | Ronde van Italië | Ronde van Frankrijk | Ronde van Spanje |
| ---- | ---------------- | ------------------- | ---------------- |
| 2002 |                  |                     |                  |
| 2003 |                  | 42e                 |                  |
| 2004 |                  | 22e                 |                  |
| 2005 |                  | 41e                 |                  |
| 2006 | opgave           | 9e                  |                  |
| 2007 |                  | opgave              |                  |
| 2008 |                  |                     |                  |
| 2009 | 6e               | 101e                |                  |
| 2010 |                  | 36e                 |                  |
| 2011 |                  |                     |                  |
| 2012 |                  | 23e                 |                  |
| 2013 |                  | 16e                 |                  |
| 2014 | 18e (2)          | 26e (1)             |                  |
| 2015 | 33e              | 36e                 |                  |

| Jaar | Milaan-San Remo | Amstel Gold Race | Luik-Bast.‑Luik | Ronde van Lombardije | Waalse Pijl | Parijs-Tours |  | WK op de weg |  | Wereldranglijsten |
| ---- | --------------- | ---------------- | --------------- | -------------------- | ----------- | ------------ |  | ------------ |  | ----------------- |
| 2002 |                 |                  |                 |                      |             |              |  | 136e         |  |                   |
| 2003 | 128e            |                  |                 |                      |             |              |  | 79e          |  |                   |
| 2004 | 94e             | opgave           |                 | 54e                  |             | 134e         |  | 81e          |  |                   |
| 2005 |                 |                  |                 |                      |             |              |  | 83e          |  | 27e (UPT)         |
| 2006 |                 |                  | 100e            | 84e                  |             |              |  | 50e          |  | 84e (UPT)         |
| 2007 |                 | 51e              | 84e             |                      | 99e         |              |  | opgave       |  | 54e (UPT)         |
| 2008 |                 |                  |                 | 77e                  |             |              |  | opgave       |  | 35e (UPT)         |
| 2009 |                 | 71e              |                 |                      |             |              |  | 107e         |  | 43e (UWK)         |
| 2010 | 25e             |                  |                 |                      |             |              |  | 96e          |  | 43e (UWK)         |
| 2011 | 83e             |                  |                 | 41e                  |             |              |  | 101e         |  |                   |
| 2012 |                 |                  |                 |                      |             |              |  |              |  | 17e (UWT)         |
| 2013 | 40e             |                  |                 | 51e                  |             |              |  |              |  | 81e (UWT)         |
| 2014 |                 |                  | opgave          |                      |             |              |  |              |  | 82e (UWT)         |
| 2015 |                 |                  |                 |                      |             |              |  |              |  | 103e (UWT)        |

### Resultaten in kleinere rondes
| Jaar | Tour Down Under | Parijs-Nice | Tirreno-Adriatico | Ronde van Catalonië | Ronde van het Baskenland | Ronde van Romandië | Critérium du Dauphiné | Ronde van Zwitserland | Eneco Tour |
| ---- | --------------- | ----------- | ----------------- | ------------------- | ------------------------ | ------------------ | --------------------- | --------------------- | ---------- |
| 1999 | 62e             |             |                   |                     |                          |                    |                       |                       |            |
| 2000 | opgave (1)      |             |                   |                     |                          |                    |                       |                       |            |
| 2001 | 33e             |             |                   |                     |                          |                    |                       |                       |            |
| 2002 | ↑ (1)           |             |                   |                     |                          |                    |                       |                       |            |
| 2003 | 17e             |             | 71e               |                     |                          |                    |                       |                       |            |
| 2004 |                 | 8e          |                   |                     | 80e                      |                    | 41e                   |                       |            |
| 2005 | 36e             | opgave      |                   | 4e                  | 8e                       |                    |                       | ↑                     |            |
| 2006 |                 |             |                   |                     |                          |                    |                       | 64e                   |            |
| 2007 |                 |             |                   | ↑                   | opgave                   | opgave             |                       | opgave                |            |
| 2008 |                 |             |                   | 90e                 |                          |                    | 11e                   |                       | ↑          |
| 2009 | 6e              |             |                   |                     | 8e                       |                    |                       |                       | 17e        |
| 2010 | 23e             |             | 6e                |                     | 72e                      | ↑                  |                       | opgave                |            |
| 2011 | 53e             | 12e         |                   |                     | 110e                     |                    |                       |                       |            |
| 2012 | 4e              |             |                   |                     | 21e                      | 5e                 | ↑                     |                       |            |
| 2013 |                 |             | opgave            |                     | opgave                   |                    | 6e                    |                       |            |
| 2014 |                 |             |                   |                     |                          |                    |                       |                       |            |
| 2015 | 14e             |             |                   | opgave              |                          |                    |                       |                       | 7e         |

## Ploegen
- 2000 –  Mapei-Quick Step (stagiair vanaf 1-9)
- 2001 –  Mapei-Quick Step
- 2002 –  Mapei-Quick Step-Latexco (tot 29-8)
- 2002 –  Mapei-Quick Step (vanaf 30-8)
- 2003 –  Quick Step-Davitamon
- 2004 –  Quick Step-Innergetic
- 2005 –  Quick Step-Innergetic
- 2006 –  T-Mobile Team
- 2007 –  T-Mobile Team
- 2008 –  Team Columbia [a]
- 2009 –  Team Columbia-HTC [b]
- 2010 –  Team HTC-Columbia
- 2011 –  Sky ProCycling
- 2012 –  Sky ProCycling
- 2013 –  Team Saxo-Tinkoff
- 2014 –  Tinkoff-Saxo
- 2015 –  Tinkoff-Saxo
- 2016 –  Tinkoff

Baffi · Bartoli · Beltrán · Bettini · Bodrogi · Bramati · Chesini · Cioni · D'Amore · Faresin · Fernández Ginés · Figueras · Fornaciari · Freire  · Hoste · Hulsmans · Koehler · Lanfranchi · Leysen · McRae · Merckx · Museeuw · Nardello · Nocentini · Noè · Paolini · Peeters · Pozzato · Ratti · Rizzi · Rodriguez · Scinto · Steels · Tafi · Tani · Tonkov · van Heeswijk · Wegelius · Zanini · Cancellara (stagiair) · Petrov (stagiair) · Rogers (stagiair)
Aggiano · Baffi · Ballerini (tot 15/04) · Bartoli · Beltrán · Bettini · Bodrogi · Bramati · Cañada · Cancellara · Cheula · Cioni · D'Amore · Eisel · Fornaciari · Freire  · Garzelli · Gasparre · Horrillo · Hulsmans · Koehler · Lanfranchi · Leysen · McGrory · Nardello · Nocentini · Noè · Paolini · Petrov · Pozzato · Ratti · Rizzi · Rogers · Scinto · Sinkewitz · Steels · Tafi · Tani · Wegelius · Zanini · Zerzáň · Davis (stagiair) · Devolder (stagiair) · Willems (stagiair)
Aggiano · Baffi · Bettini · Bodrogi · Bramati · Cañada · Cancellara · Cheula · Cioni · Clerc · De Waele · Eisel · Evans · Fornaciari · Freire  · Garzelli · Gilmore · Horrillo · Hulsmans · Hunter · Martinez · McGrory · Nardello · Noè · Paolini · Petrov · Pozzato · Ratti · Rogers · Scinto · Steels · Tafi · Trampusch · Wegelius · Willems · Zanini · Davis (stagiair) · Moeravjov (stagiair)
Amorison · Bettini · Bodrogi · Boonen · Bramati · Cañada · Clerc · Cretskens · Horrillo · Hulsmans · Kasjetsjkin · Knaven · Museeuw · Nuyens · Paolini · Passuello · Rogers   · Sinkewitz · Tankink · Van de Wouwer · Van Goolen · Vandenbroucke · Vanthourenhout · Virenque · Wadecki · Desmedt (stagiair) · Moeravjov (stagiair) · Rusconi (stagiair) · Yates (stagiair)
Amorison · Bettini  · Bodrogi · Boonen · Bramati · Clerc · Cretskens · De Fauw · Dufaux · Garrido · Horrillo · Hulsmans · Knaven · Mercado · Museeuw (tot 14/04) · Nuyens · Paolini · Pecharroman · Rogers    · Sinkewitz · Tankink · Van Goolen · Vanthourenhout · Virenque · Zanini · Kemps (stagiair) · Starzengruber (stagiair) · Weylandt (stagiair)
Bettini  · Boonen  · Bramati · Christensen · Cretskens · De Fauw · De Weert · Engels · Garrido · Hulsmans · Knaven · Lotz · Mercado · Moreni · Nuyens · Paolini · Pecharroman · Pozzato · Rogers     · Rosseler · Sinkewitz · Tankink · Trenti · Van Goolen · Vanthourenhout (tot 28/02) · Verbrugghe · Viganò · Weylandt · Zanini · Melis (stagiair) · Neirynck (stagiair) · Santaromita (stagiair)
Baumann ·
Bernucci ·
Burghardt ·
Davis ·
Gerdemann ·
Giling ·
Greipel ·
Guerini ·
Hontsjar ·
Ivanov ·
Kessler ·
Kirchen ·
Klier ·
Klöden ·
Kohl ·
Korff ·
Ludewig ·
Mazzoleni ·
Nardello ·
Pollack ·
Raboň ·
Rogers   ·
Schmitz ·
Schreck ·
Sevilla (tot 31/07) ·
Sinkewitz ·
Ullrich (tot 31/07) ·
Wesemann ·
Ziegler ·
Cavendish (stagiair) 
Barry ·
Baumann ·
Bernucci ·
Burghardt ·
Cavendish ·
Ciolek ·
Davis ·
Eisel ·
Gerdemann ·
Grabsch ·
Greipel ·
Guerini (tot 31/08) ·
Hammond ·
Hansen ·
Henderson ·
Hontsjar (tot 15/06) ·
Kirchen ·
Klier ·
Knaven ·
Korff ·
Merckx (tot 31/07) ·
Olsen ·
Piil ·
Pinotti ·
Raboň ·
Rogers ·
Schreck ·
Sinkewitz (tot 31/07) ·
Ziegler ·
Beima (stagiair) ·
Kljoejev (stagiair) ·
Stannard (stagiair) 
Barry ·
Boasson Hagen ·
Burghardt ·
Cavendish ·
Ciolek ·
Davis ·
Devine ·
Eisel ·
Gerdemann ·
Grabsch   ·
Greipel ·
Hammond ·
Hansen ·
Henderson ·
Hincapie ·
Kirchen ·
Klier ·
Knaven ·
Lewis ·
Löfkvist ·
Martin ·
Pinotti ·
Possoni ·
Raboň ·
Reynés ·
Rogers ·
Sieberg ·
Siwtsow ·
Wiggins ·
Dockx (stagiair)
Albasini ·
Barry ·
Boasson Hagen ·
Burghardt ·
Cavendish ·
Dockx ·
Eisel ·
Grabsch   ·
Greipel ·
Hansen ·
Henderson ·
Hincapie ·
Kirchen ·
Lewis ·
Löfkvist ·
Martin ·
Monfort ·
Pinotti ·
Possoni ·
Raboň ·
Renshaw ·
Reynés ·
Rogers ·
Sieberg ·
Siwtsow
Albasini ·
Bak ·
Cavendish ·
Dockx ·
Eisel ·
Ghyselinck ·
Goss ·
Grabsch ·
Greipel ·
Gretsch ·
Guldhammer ·
Hansen ·
Howard ·
Lewis ·
Martin ·
Monfort ·
Pinotti ·
Raboň ·
Renshaw ·
Reynés ·
Rogers ·
Roulston ·
Saramotins ·
Sieberg ·
Siwtsow ·
van Garderen ·
M. Velits ·
P. Velits
Appollonio ·
Arvesen ·
Augustyn ·
Barry ·
Boasson Hagen ·
Carlström ·
Cioni ·
Cummings · 
Downing ·
Dowsett ·
Flecha ·
Froome ·
Gerrans ·
Hayman ·
Henderson ·
Hunt ·
Kennaugh ·
Knees ·
Löfkvist ·
Nordhaug ·
Pauwels ·
Possoni ·
Rogers ·
Stannard ·
Sutton ·
Swift ·
Thomas ·
Urán ·
Wiggins ·
Zandio ·
Puccio (stagiair)
Appollonio ·
Barry ·
Boasson Hagen ·
Cavendish  ·
Eisel ·
Dowsett ·
Flecha ·
Froome ·
Henao ·
Hayman ·
Hunt ·
Kennaugh ·
Knees ·
Löfkvist ·
Nordhaug ·
Pate ·
Porte ·
Puccio ·
Rogers ·
Rowe ·
Siwtsow ·
Stannard ·
Sutton ·
Swift ·
Thomas ·
Urán ·
Wiggins ·
Zandio ·
Martinelli (stagiair) 
Bennati ·
Boaro ·
Breschel ·
Cantwell · 
Christensen ·
Contador ·
Duggan ·
Hernández ·
Juul-Jensen ·
Jørgensen ·
Kreuziger ·
Kroon ·
Kump ·
Lund ·
Majka ·
McCarthy ·
Miyazawa ·
Mørkøv ·
Noval ·
Petrov ·
Paulinho ·
Pires ·
Roche ·
Rogers ·
C. A. Sørensen ·
N. Sørensen · 
Sutherland ·
Tosatto ·
Zaugg ·
Hansen (stagiair) ·
Poljański (stagiair)
Beltrán · Bennati · Boaro · Breschel · Contador · Hansen · Hernández · Juul-Jensen · Kolář · Kreuziger · Kroon · Kump · Majka · McCarthy · Mørkøv · Paulinho · Petrov · Pires · Poljański · Roche · Rogers · Rovny · C.A. Sørensen · N. Sørensen · Sutherland · Tosatto · Troesov · Valgren · Zaugg · Guldhammer (stagiair)
Basso · Beltrán · Bennati · Boaro · Bodnar · Breschel · Broett · Contador · Hansen · Hernández · Juul-Jensen · Kišerlovski · Kolář · Kreuziger · Majka · McCarthy · Mørkøv · Paulinho · Petrov · Pires · Poljański · Rogers · Rovny · J. Sagan · P. Sagan  · Sørensen · Tosatto · Troesov · Valgren · Zaugg · Gogl (stagiair) · Großschartner (stagiair) · Tolhoek (stagiair)
Baška · Bennati · Blythe · Boaro · Bodnar · Broett · Contador · Gatto · Gogl · Hansen · Hernández · Kišerlovski · Kolář · Kreuziger · Majka · McCarthy · Paulinho · Petrov · Poljański · Rogers · Rovny · J. Sagan · P. Sagan   · Tosatto · Trofimov · Troesov · Valgren · Ballerini (stagiair) · Fortunato (stagiair) · Montagnoli (stagiair)